# Chalcidoptera thermographalis
Chalcidoptera thermographalis là một loài bướm đêm trong họ Crambidae.